# Sava Kovačević

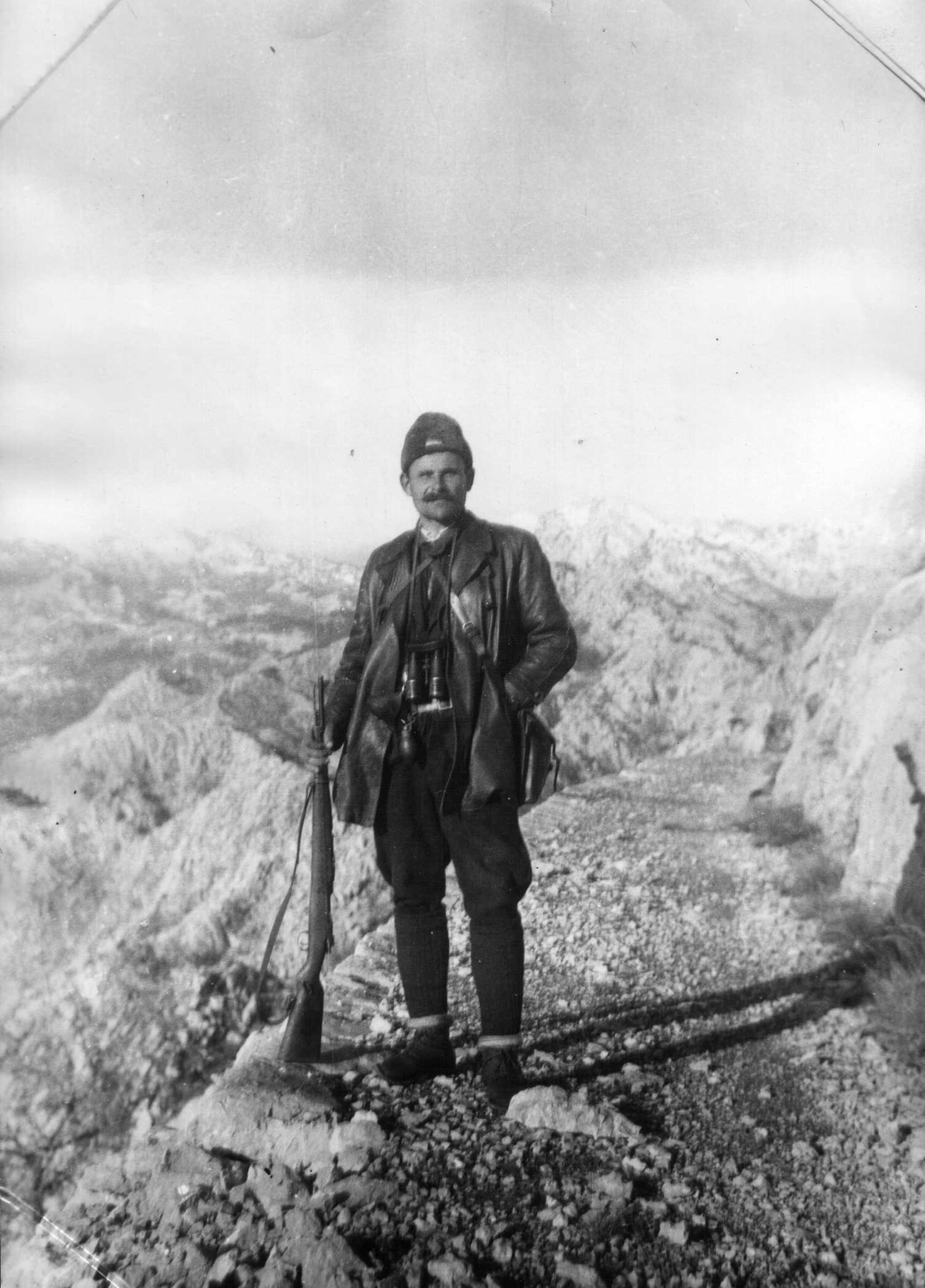
Sava Kovačević (1942)

Sava Kovačević (* 25. Januar 1905 in Nudo, Montenegro; † 13. Juni 1943 in Bosnien) war ein jugoslawischer Partisan, Volksheld, und Kommandant der 3. Sturm-Division der Jugoslawischen Volksbefreiungsarmee im Zweiten Weltkrieg.

## Kindheit und Leben bis 1925
Er verbrachte seine gesamte Kindheit und Jugend in seinem Geburtsort Nudo in der Nähe von Grahovo, einem Dorf im Lastva Tal, das an die Hochregion der Bijela gora grenzt und besuchte die Grundschule im Nachbardorf Zaslap. Aufgrund von finanziellen Problemen waren ihm weitere Bildungsmöglichkeiten verwehrt und so begann er sich mit Landwirtschaft zu beschäftigen. Als Erwachsener erhielt er eine Stelle beim Forstunternehmen „Ombla“ in der Bijela gora. Das einen britischen Unternehmer gehörende Unternehmen, das durch eine Schmalspurbahn und eine Lastenseilbahn die weitläufigen Wälder der Bijela gora nutzbar machte, musste mit Beginn der Weltwirtschaftskrise Konkurs anmelden. Darauf zog er nach Belgrad und arbeitete am Bau der neuen Sava-Brücke, wurde später wieder Forstarbeiter und arbeitete schließlich als Tagelöhner.

## Leben ab 1925
Kovačevićs politisches Engagement machte sich bereits in seiner frühen Jugend bemerkbar. Er wurde besonders durch seinen älteren Bruder und Revolutionär Nikola Kovačević beeinflusst und bildete sich früh im theoretischen sowie kulturellen Sinne durch die Werke von Karl Marx fort. 1925 wurde er Mitglied der kommunistischen Partei Jugoslawiens.
Nach dem Einmarsch der Deutsch-italienischen Achsenmächte 1941 schloss er sich den Partisanenkämpfern an. Er wurde 1942 Kommandant der Nikšić-Abteilung und Kommandeur des Einsatzstabs für Herzegowina sowie Mitglied des Generalstabs für Montenegro und Boka. Im Juni 1942 wurde er erster Kommandant der 5. Montenegrinischen Brigade der Jugoslawischen Volksbefreiungsarmee. 1943 befehligte er eine Brigade in der Schlacht an der Neretva. 1943 wurde er Kommandant der 3. Sturm Division der Volksbefreiungsarmee.
Er fiel 1943 in der Schlacht an der Sutjeska. Durch seinen heldenhaften Einsatz in Verbindung mit seinem volksnahen, bodenständigen Auftreten wurde er zu einem posthum geehrten Volkshelden. Mehrere Straßen und Schiffe sind nach ihm benannt. Im Nachkriegsjugoslawien wurde die Schlacht, bei der er gefallen ist, als Wendepunkt im gesamten Krieg angesehen.